# Nepenthes faizaliana
Nepenthes faizaliana J.H.Adam & Wilcock, 1991 è una pianta carnivora della famiglia Nepenthaceae, endemica del Parco nazionale di Gunung Mulu, nel Borneo, dove cresce a 400–1600 m.

## Conservazione
La Lista rossa IUCN classifica Nepenthes faizaliana come specie a rischio minimo (Least Concern).